# Слоан, Ганс
Сэр Ганс Слоан, или Ганс Слоун, устар. Ганс Слон (англ. Sir Hans Sloane, 1st Baronet, 1660—1753) — английский медик, натуралист, коллекционер. На основании его коллекции книг, манускриптов, исторических находок был создан Британский музей.
Член (1685) и президент (1727—1741) Лондонского королевского общества, иностранный член Парижской академии наук (1709; корреспондент с 1699), иностранный почётный член Петербургской академии наук (1734).

## Биография
Родился 16 апреля 1660 года в поселке Киллилей, графство Даун, Северная Ирландия. Отец был главой колонии шотландских поселенцев. Его отец скончался, когда ему было всего 6 лет.
В молодости Ганс начал собирать коллекцию из предметов естественной истории и различных диковинок. Вместе с этим увлечением, он заинтересовался естествознанием и решил изучать медицину, для чего приехал в Лондон. Занимаясь научной деятельностью, в первую очередь, он занялся ботаникой, лекарственным веществам и аптечным делом.
После четырёх лет, проведенных в Лондоне, Ганс отправляется в путешествие по Франции, во время которого он задерживается на время в Париже и в Монпелье. Также во Франции он получает степень доктора медицины в университете города Оранжа в 1683 году.
Он возвращается в Лондон с большой коллекцией растений и диковинок.
Вскоре его избирают членом Королевского научного общества. Он привлекает внимание врача Томаса Сиденгама, который поделился с ним своим опытом врачебной практики.
В 1687 году Слоан стал членом корпорации врачей и в том же году уезжает на Ямайку в должности врача в свите герцога Албемарля. Вскоре после приезда герцог скончался, и Слоан пробыл на Ямайке ещё 15 месяцев. За это время он сумел описать около 800 новых видов растений. По результатам своих исследований он издал в 1696 году детальный каталог на латыни, а с 1707 по 1725 года описал свои впечатления от путешествия в книге «A Voyage to the Islands Madera, Barbados, Nieves, St Christophers and Jamaica».
В 1693 году Слоан стал секретарем Королевского научного общества и на протяжении 20 лет редактировал «Научные труды» общества («Philosophical Transactions»).
Слоан женился на вдове Элизабет Лэнгли. У них было четверо детей, из которых до зрелого возраста дожили только две дочери — Сара и Элизабет.

### Изобретение шоколадного молока
Впервые какао-бобы Слоан увидел во время пребывания на Ямайке. Местные туземцы растирали их в порошок, затем смешивали с водой и употребляли получившийся напиток. Самому Слоану вкус этого напитка показался тошнотворным, однако он придумал способ смешивания его с молоком для придания более приятного вкуса. Рецепт шоколадного молока он привез с собой в Англию.

### Врачебная практика
Врачебная практика Слоана в высших слоях общества была прибыльным занятием. Он был лечащим врачом троих правителей подряд: королевы Анны, Георга I и Георга II.
В 1716 году Слоан получил титул баронета и стал первым врачом, получившим наследственный дворянский титул. В 1719 году стал президентом Королевской корпорации врачей и занимал эту должность на протяжении 16 лет.

### Научная деятельность и Британский музей
В 1727 году Ганс Слоан сменил сэра Исаака Ньютона на посту президента Королевского научного общества, который оставил в возрасте 80-ти лет. В 1712 году Слоан приобрел особняк в Челси близ Лондона и разбил там Аптекарский огород.
За свою жизнь Слоану удалось собрать внушительную коллекцию разнообразных диковинок и антикварных ценностей. После его смерти 11 января 1753 года все это собрание, согласно его завещанию, было сделано достоянием общественности. В этом случае должно было соблюдаться одно условие: парламент должен был заплатить его душеприказчику 20 тысяч фунтов стерлингов, что составляло ничтожную часть стоимости коллекции. В итоге, в 1759 году эта коллекция была открыта для всеобщего обозрения в учрежденном в связи с этим Британском музее в Блумсбери.
Сэр Ганс Слоан был погребен на территории старой церкви в Челси 18 января 1753 года рядом со своей женой Элизабет, которая умерла несколькими годами ранее.

## Труды
- Catalogus plantarum quae in insula Jamaica. — London, 1696.
- Voyage to the Islands Madera, Barbadoes, Nieves, St. Christophers and Jamaica] Vol.1 Vol.2. — London.

## Память о Слоане
- В честь Ганса Слоана был назван один из видов бабочек, обитающий на Ямайке — Urania sloanus.
- Его именем названы площадь Слоана[англ.] в Лондоне и площадь сэра Ганса Слоана в его родном городке Киллилей.